# Mighty Magiswords
Mighty Magiswords è una serie televisiva animata statunitense del 2016, creata da Kyle A. Carrozza.
Concepita inizialmente come una serie di cortometraggi per Cartoon Network Video, la serie vede protagonisti Vambre e Prometeus, due simpatici e goffi fratelli "Guerrieri in affitto" che intraprendono avventure e missioni folli in tutto il mondo per trovare e raccogliere delle spade magiche note come "Magiswords".
La serie è stata trasmessa per la prima volta negli Stati Uniti su Cartoon Network dal 29 settembre 2016 al 17 maggio 2019, per un totale di 92 episodi ripartiti su due stagioni. In Italia la serie è stata trasmessa su Cartoon Network dal 12 giugno 2017.

## Episodi
| Stagione         | Episodi | Prima TV USA | Prima TV Italia |
| ---------------- | ------- | ------------ | --------------- |
| Prima stagione   | 52      | 2016-2018    | 2017-2018       |
| Seconda stagione | 40      | 2018-2019    | 2019-2020       |

## Personaggi e doppiatori

### Personaggi principali
- Vambre Marie Warrior, voce originale di Grey Griffin, italiana di Emanuela Damasio.

Una femmina combattente.
- Prometeus Robert Warrior (in originale: Prohyas), voce originale di Kyle Carrozza, italiana di Emiliano Coltorti.

Un combattente.

### Personaggi ricorrenti
- Gateaux, voce originale di Arin Hanson, italiana di Riccardo Scarafoni.
- Skullivan, voce originale di The Great Luke Ski, italiana di Ivan Andreani.
- Morbidia, voce originale di Mary Faber, italiana di Alessandra Korompay.
- Hoppus, voce originale di Eric Bauza, italiana di Enrico Di Troia.
- Calilica, voce originale di Grey Griffin, italiana di Patrizia Salerno.
- Kablammica, voce originale di Renee Albert, italiana di Alessia Rubini.
- Wobbles, voce originale di Kyle Carrozza, italiana di Patrizia Salerno.
- Docky Boardman, voce originale di Luke Sienkowski, italiana di Mario Bombardieri.
- Principessa Zange, voce originale di Grey Griffin, italiana di Rachele Paolelli.

### Personaggi secondari
- Füd, voce originale di Grey Griffin, italiana di Alessia Rubini.
- Glori, voce originale di Erica Luttrell, italiana di Antonella Baldini.
- Flonk, voce originale di Paul Schrier, italiana di Alessandro Quarta.
- Tracy, voce originale di Brian Posehn, italiana di Emiliano Ragno.
- ChickenBear, voce originale di Kyle Carrozza, italiana di Alberto Franco.
- PiggiePie Jones, voce originale di Rikki Simons, italiana di Luca Ghillino.